# Chiesa di Santa Maria della Misericordia (Sant'Ambrogio di Valpolicella)
La chiesa di Santa Maria della Misericordia è la chiesa parrocchiale di Gargagnago nel comune di Sant'Ambrogio di Valpolicella e costruita intorno al 1378.
Nel 1517 viene installata la statua della Madonna che da allora dà il nome alla chiesa.

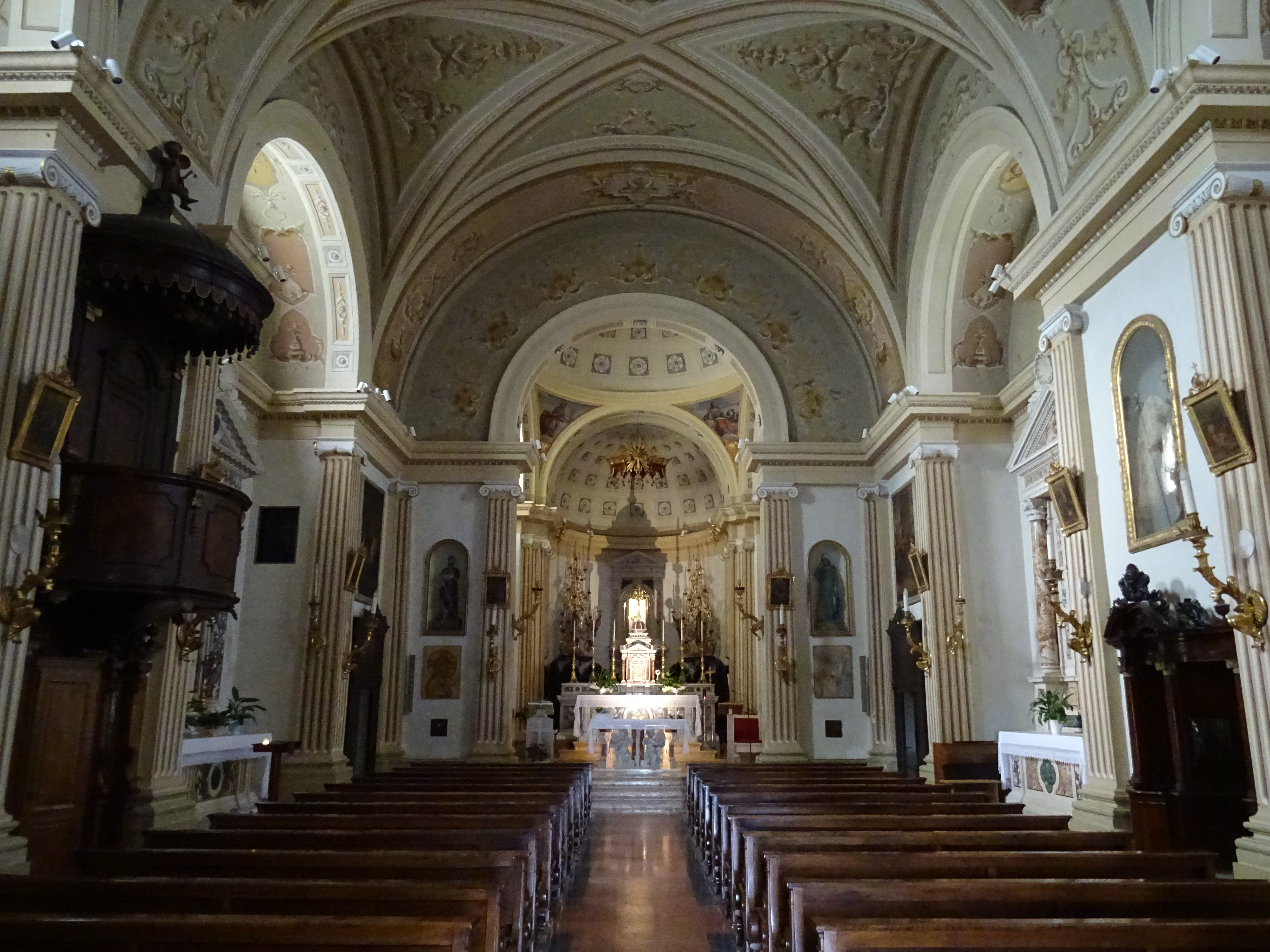
Interno

Verso la metà del XVIII secolo fu oggetto di significative manutenzioni, ma l'attuale aspetto lo assume nel 1820 su progetto dell'architetto Bartolomeo Giuliari. È proprio di quest'ultimo intervento che si ha la facciata in stile neoclassico con la facciata ad assomigliare ad una villa veneta.
Le decorazioni interne sono risalenti al 1890 mentre nel 1939 viene istituita la parrocchia.